# Ecomuseo della Valsugana
L'Ecomuseo della Valsugana nasce nel 2012 ed è composto dai comuni di Bieno, Castel Ivano, Ospedaletto, Samone
e Scurelle. Esso intende valorizzare, la cultura popolare, la memoria collettiva ed il territorio che va dal torrente Maso fino al fiume Brenta, investendo dunque gran parte della Valsugana orientale. L'Ecomuseo ha la sua sede presso la biblioteca Albano Tomaselli di Strigno e collabora inoltre con il circolo Croxarie. L'ecomuseo si trova in Valsugana, a 90 km da Padova e a 40 km da Trento, è raggiungibile percorrendo la SS 47.

## Progetti promossi
I progetti promossi dall'Ecomuseo sono:
- Istantanee di comunità: archivio fotografico disponibile su flickr.
- Biblioteca digitale: archivio di testi pubblicati dall’Ecomuseo, disponibile sul sito ufficiale.
- Piccola scuola dei saperi popolari: presso l’antica latteria sociale di Tomaselli. Questa scuola ha come scopo il diffondere le antiche tradizioni del territorio, sia attraverso insegnanti che attraverso la gente del luogo. Questa iniziativa propone diversi incontri in cui approfondire la cultura contadina e artigianale della zona dell’Ecomuseo[2]:
- Sacre dimore: una guida alle chiese dell'antico Pievado di Strigno. Questo termine è usato sin dal 1184 quando veniva usato per indicargli 8 comuni che vi fanno parte. Questa iniziativa ha come scopo il raccontare le vicende delle chiese durante gli anni ed esporre ai visitatori il patrimonio artistico contenutovi[3]
- Fondazione de Bellat: il compendio delle Spagolle e di Castelnuovo
- Mercato contadino: un mercato che si svolge il sabato in piazza a Strigno nei mesi estivi ed autunnali, che comprende prodotti agricoli venduti dagli stessi produttori.

## Storia
L'Ecomuseo della Valsugana nasce originariamente in unione al Tesino, in quello che era l'ecomuseo del Viaggio. Questa organizzazione investiva i territori compresi tra Villa Agnedo e Castello Tesino, ed aveva lo scopo di salvaguardare le testimonianze storico-culturali ed il paesaggio pressoché incontaminato del territorio. La Valsugana Orientale e la conca del Tesino sono infatti luoghi abitati fin dal mesolitico e hanno visto lo stanziamento di popolazioni retiche, la dominazione romana, come testimoniato dalla Via Claudia Augusta Altinate, la dominazione veneziana fino a quella asburgica. Le testimonianze di queste dominazioni sono custodite dai 9 comuni che facevano parte dell'Ecomuseo del Viaggio: Spera, Samone, Strigno, Castello Tesino, Cinte tesino, Pieve Tesino, Villa Agnedo, Ivano Fracena e Bieno. Per quanto riguarda la dimensione naturalistica, l'ecomuseo può vantare paesaggi alpini, disseminati di malghe, ricchi di sorgenti e di specie vegetali e animali anche molto rare
In seguito alla scissione del Tesino, che ha fondato l'Ecomuseo del Tesino terra di viaggiatori, si è creato nel 2012 l'Ecomuseo della Valsugana, che viene ufficialmente riconosciuto dalla Provincia Autonoma di Trento con delibera di giunta nº 2260 del 19 ottobre 2012, che lo ha compreso nella Rete degli Ecomusei del Trentino.

## Bieno
Il paese di Bieno si trova sulla formazione morenica nota come “Balconcino della Valsugana” a metà tra la Valsugana orientale e la Conca del Tesino, a 815 m s.l.m. è raggiungibile una volta lasciata la SS 47 ed aver proceduto per 7 km in direzione nord est. Bieno è conosciuto per i commercianti girovaghi del passato e per gli scalpellini estrattori di granito dalle Cava del Monte Rava. Bieno è inoltre il luogo di partenza di molte escursione sulla catena del Lagorai.

### Storia
Il paese è di origine pre-romana, anche se è solamente con il periodo romano che divenne importante in quanto vi si era stabilito un insediamento a guardia della via Claudia Augusta. Durante il medioevo questo insediamento prese corpo e divenne parte della giurisdizione del conte vescovo di Feltre. In tempi moderni è passato dalle mani asburgiche a quelle italiane e durante la guerra il paese è stato pesantemente bombardato.

### Sacre dimore
Il luogo sacro principale di Bieno è la secolare chiesa di San Biagio, unica nell'Ecomuseo ad essere stata risparmiata dai bombardamenti del primo conflitto mondiale. Essa sorge al limitare dell'abitato dove già in precedenza c'era un luogo di culto. Le prime notizie riguardanti la sua costruzione risalgono al 1531; è noto inoltre che nel 1533 venne ampliata e che venne completata nel 1606. All'interno della chiesa sono di particolare interesse il fonte battesimale del 1576, con vasca baccellata in marmo giallino, il battistero del 1587 e il campanile di 25 m ben visibile dal paese, ultimato nel 1603. Sono inoltre presenti un affresco settecentesco nell'abside, una pala di San Biagio dipinta da Orazio Gaigher ed una statua lignea scolpita da Ferdinando Demez.
La chiesa parrocchiale di Bieno ospita nel sottotetto durante l’estate una vasta colonia di Rhinolophus hipposideros, dei pipistrelli che si stabiliscono in questo luogo tranquillo per accudire i piccoli. Durante l'autunno il luogo funge invece da stazione di passaggio per i maschi che migrano verso zone più calde. Questa colonia è una delle più importanti del Trentino orientale.
Poco lontano dal paese di Bieno si trova la frazione di Casetta, a 880 m s.l.m. I luoghi di maggior interesse sono la chiesetta di San Rocco del 1910 e l'antico caseificio, che ospita una mostra visitabile dal pubblico.

### Abitanti illustri
Gli abitanti più famosi di Bieno sono:
- Giovanni Tognolli (1786-1862): collaboratore e disegnatore di Antonio Canova, poi pittore e professore dell'Accademia artistica inglese di Roma.
- Pietro Samonato: commerciante di stampe e detentore di un negozio a Roma in Piazza Navona.
- Giacomo Saggiante (1802-1879): commerciante e console austriaco.
- Gerolamo Molinaro (1802-1877): commerciante famoso per la sua dimora, il maso Weiss.
- Giovanni Bettolo (1846-1916): ammiraglio che partecipò alla battaglia di Lissa e pubblicò svariati manuali di tecnica navale, nonché deputato e Ministro della Marina.
- Padre Domenico Facin (1865-1936): teologo di fama internazionale.
- Don Francesco Melchiori (1862-1928): vescovo di Modone in Albania e arcivescovo di Durazzo.

### Percorsi naturalistici
Il territorio di Bieno è caratterizzato da un patrimonio naturalistico e paesaggistico incontaminato. Sono molti i percorsi adatti ad ogni tipo di età che portano per boschi, prati e montagne. L'attrazione più importante è il tiglio secolare, pianta poco sviluppata in Trentino, sul giardino retrostante il maso Weiss con una chioma di 700 m³.
Un'altra interessante passeggiata parte dal vicino ponte Lusumina attraverso la strada di campagna “Lasta-Castrozze”; camminando lungo questo percorso si possono vedere il Mulino Melchiori, che contiene un'esposizione delle strumentazioni utili al mugnaio, il laghetto artificiale per la pesca sportiva e poco prima dell'abitato ci si può imbattere nei tradizionali masi con muratura a secco, i cosiddetti maso-fratta a struttura medioevale, collegati da percorsi in selciato che attraversano campagne e boschi, in cui si possono vedere i castagni secolari che vantano il marchio DOP “Marone trentino”. Risalendo infine verso Bieno troviamo coltivazioni di piccoli frutti sul “Pianoro di Bieno”, da cui si può ammirare la Valsugana e i suoi paesi.
Un altro percorso realizzabile con facilità consiste nella vista ai “boali” di Bieno, nel Bosco della Guizza, che vengono considerati opere importanti dal punto di vista della tutela idrogeologica. Furono costruiti a partire dal 1910 e hanno preservato le campagne dai disagi dovuti alle piogge e alle nevicate.
La cascatella alla sorgente Pison è un altro esempio della natura incontaminata del luogo.

### Malghe
Sulle montagne del comune di Bieno sono visitabili le malghe di Rava di Sopra e di Sotto, Fierollo di Sopra e di Sotto. Il WWF inoltre ha pensato di fare di Malga Rava di Sopra una casa per l'eventuale Parco Naturale del Lagorai. Si possono inoltre notare laghi di origine glaciale come il lago Primo, il lago di Mezzo ed il lago Grande.

## Ivano Fracena
Il comune di Ivano Fracena, a 452 m s.l.m., è tra i più piccoli del Trentino ed era anticamente diviso in due villaggi separati, quello di Ivano, collocabile sotto l'omonimo castello, e quello di Fracena alla base del monte Lefre.

### Castel d'Ivano
Il castello è chiaramente il simbolo dell'abitato, le sue origini, sebbene non siano documentate, risalgono al periodo romano quando una guarnigione vi era stabilita per il presidio della Via Claudia Augusta. Oggi non è visibile l'impianto romano, è invece presente quello medioevale, di cui si ha notizia grazie ad un documento del 1187. Nel 1413 il castello divenne dominio del casato degli Asburgo i quali lo assegnavano come feudo pignoratizio di signore in signore. È solo dal 1750 che il castello ottiene dei proprietari stabili: i conti Wolkenstein-Trostburg, che furono proprietari del ‘feudo regale, nobile, antico e perpetuo’ fino al 1923.
L'impianto originario è costituito da un recinto che si dirama attorno al mastio, tuttavia furono apportate modifiche nel corso dei secoli, in particolare nella prima metà del XV secolo quando il castello venne ristrutturato e diviso in due edifici separati: il castello di qua, vicino al torrione, e il castello di là più ad occidente. Queste due parti vennero poi unite nel 1631 da una loggia ed entrambi sono collegati al mastio attraverso il cammino di ronda, cammino che è uno dei 3 soli esempi in tutto il Trentino.
Il mastio ha una base rettangolare di 11 x 7 m e si innalza per circa 30 m, è costruito con grossi blocchi di granito e di pietra calcarea. La sommità, che un tempo presentava merlature ghibelline, oggi sostiene un tetto cuspidato sormontato da una cella che conteneva la campana del giudizio. Sulle pareti si possono inoltre vedere ancora gli stemmi dei vari feudatari che vi hanno risieduto nel corso dei secoli: i Trapp, i Capitani Tirolesi, i Conti del Tirolo, gli Scaligeri, i Carrara di Padova, i Wolkenstein. Lo stemma dei Carrara, del 1375, è quello che si è conservato di più nei secoli e oggi è lo stemma del castello.
Al castello si può accedere sia dall'entrata principale ad Ivano, creata nel XV secolo, sia dalla parte della Valle delle Cesure, che comprende l'abitato di Villa Agnedo. L'ingresso principale è affiancato ad una torre scalare gotica con gli stemmi dei primi capitani tirolesi.
Sulla spianata del Sagrà sarebbe dovuta esserci una chiesa cimiteriale dedicata a San Giovanni Battista, oggi è presente invece un parco con una vicina riserva naturale.
Durante il primo conflitto mondiale, il castello divenne presidio del Comando delle truppe italiane ed i conti Wolkenstein lo abbandonarono. Divenne poi proprietà degli Studacher che provvidero a restaurarlo in seguito ai danneggiamenti subiti durante la guerra.
Il castello ha ospitato illustri personaggi, come l'imperatrice Augusta Vittoria ed Eleonora Duse. Il personaggio più conosciuto nei paesi circostanti, che ebbe residenza qui nel XIV secolo, è Biagio II o ‘Biagio delle Catellare’, il quale ebbe la fama di essere uno spregevole e sanguinoso tiranno. Ancora oggi si rievocano ogni 4 anni i momenti in cui venne arrestato, processato in Tesino e poi impiccato.
Oggi il castello è sede del Centro Culturale “Castel Ivano Incontri”, che organizza numerose mostre d'arte contemporanea ed eventi culturali.

### Sacre dimore
Per quanto riguarda la dimensione sacra, il paese di Ivano Fracena può vantare una chiesetta votiva dedicata a San Vendemiano, la quale sorge in un bosco ad est di Fracena. Le prime notizie riguardanti la chiesetta risalgono al 1531 dopo la visita del vicario di Feltre Battista Romagno. Si eseguì un restauro nel 1622, a spese del Castel d'Ivano, durante il quale venne realizzata una pala d'altare, con san Vendemiano, santa Lucia e la Madonna con Bambino, che tuttavia fu rubata durante la prima guerra mondiale. Nel 1922, nel 1981 venne nuovamente restaurata e nel 2004 la Provincia Autonoma di Trento rifece il tetto a scandole, l'intonacatura dell'esterno e della pala di San Vendemiano assieme a San Luca. La leggenda narra che già nel XVI secolo esistesse un eremo dedicato a San Vendemiano, in cui vivevano alcuni eremiti che custodivano la chiesetta, e che vi fosse anche il villaggio di Careno in cui un giorno un viandante cercò rifugio per la notte che tuttavia gli venne rifiutato e per questo si rifugiò nella casetta del cenobita San Vendemiano. Durante la notte una frana sarebbe caduta dal Monte Lefre sommergendo il paese inospitale.
Il paesino di Ivano ospita la cappella della Madonna del Caravaggio, costruita nel 1861 in seguito ad una carestia e a una epidemia di colera, portata dalle truppe napoleoniche. Il 26 maggio vi si recita un rosario.
La chiesa principale rimane quella dedicata a San Giuseppe operaio, costruita nel 1923, vicino al cimitero del 1875. Lo stile è neogotico, è presente una sola navata e l'elemento artistico di maggior pregio è il grande crocifisso bronzeo nell'abside, realizzato da Franz Ehrenhofer di Stiria. Nel cimitero è presente un monumento ai caduti della prima guerra mondiale, eretto nel 1920 e realizzato dallo scultore potentino Gomella di Pesopagano: un cippo di granito su cui sorge una croce di marmo. Nel cimitero è presente un altro monumento dedicato ai caduti di tutte le guerre e della violenza; tra i caduti sono presenti due vittime: Carlo Alberto dalla Chiesa ed Emanuela Setti Carraro, sposatisi nella cappella di Castel d'Ivano e morti a Palermo durante l'attentato del 3 settembre 1982.
Nel paese sono inoltre presenti altri elementi sacri come il Capitello di San Vendemiano a Fracena, la croce di legno del 1933 sulla strada che va verso Ivano, l'affresco della Madonna con Bambino e santi presso la “Strada dei Roncheti” e il capitello di San Antonio presso la Strada de le Volte sul monte Lefre.

### Testimonianze della Grande Guerra
Sul monte Lefre sono presenti numerose testimonianze risalenti alla prima guerra mondiale, ci sono infatti numerose trincee, una fontana militare risalente al 1916 e un poligono di tiro. Il monte Lefre era una delle montagne principali per il bombardamento della linea austriaca che si trovava di fronte sul monte Panarotta.

### Percorsi naturalistici
Un'interessante escursione consiste nel ripercorre la via dei Tesini, che collega Ivano Fracena con il tesino, strada che era anticamente usata per portare gli animali sui pascoli. Lungo la strada è inoltre visibile la calchera, in cui si produceva la calce. Altri luoghi di interesse son l'oasi faunistica ai piedi del castello ed il mielificio presso cui si possono osservare le fasi di confezionamento del miele.

## Ospedaletto
Ospedaletto si trova a 360 m s.l.m. ed è dominato dall'imponente sagoma del monte Lefre.

### Storia
Il paese trova le sue radici già nel medioevo quando era un villaggio in cui si fermavano i pellegrini durante i lunghi viaggi che intraprendevano. Qui erano infatti presenti molte locande e ostelli gestiti da ordini religiosi e organizzazioni cavalleresco - ospedaliere che volevano offrire un giaciglio per la notte a questi uomini. Si ha notizia di questi ospizi, da cui prende il nome il paese, già dal 1190.

### Ponte dell'Orco
Un'interessante sito naturalistico di Ospedaletto è il ‘Ponte dell'Orco', una struttura naturale a forma di ponte sulla parete orientale del Monte Lefre. Esso è costituito di due piloni di roccia che sorreggono un masso dolomitico. La leggenda vuole che un pastore avesse stretto un patto con il diavolo affinché gli permettesse di passare sull'altro versante della montagna senza scendere a valle.

### Sacre dimore
Il paese di Ospedaletto dispone di due chiese: la chiesa di San Egidio abate, edificata nel 1196, ampliata tra il 1640 ed il 1643 e riedificata a nuovo tra il 1859 ed il 1864. La chiesa contiene una pala d'altare rappresentante una Madonna con Bambino e i santi Egidio e Giovanni Evangelista del 1642, alcuni affreschi di Anton Sebastian Fasal e alcune statue lignee poste negli altari laterali. Esiste poi il Santuario della Madonna della Rocchetta, edificato nel 1633, in seguito ad una apparizione mariana ad un pastorello sordomuto. Sulla facciata è riprodotto il Miracolo della Rocchetta, restaurato nel 1988 da Marco bertoldi, e all'interno un dipinto di Lorenzo Fiorentini Senior rappresentante la Madonna con Bambino in trono tra San Francesco d’Assisi e San Carlo Borromeo.

## Samone
Il paese di Samone si trova a 673 m s. l. m. sulle pendici del Monte Cima, compreso tra il Col dei Lini ad est e dal Col dei Boli ad ovest. È un importante luogo da cui partire per svolgere numerose passeggiate o escursioni sulle montagne circostanti.

### Economia del paese
Samone gode di un clima mite tutto l'anno e per questo motivo in passato ci si dedicava all'agricoltura, all'allevamento zootecnico personale, alla gelsi-bachicoltura e alla coltivazione di alberi da frutto: pere spadone, mele, uve, marroni e graspati che venivano commerciati in Italia e all'estero. In paese si trovavano per questo motivo due centri raccolta per le merci. In questi ultimi anni si è ridato importanza alla coltivazione di piccoli frutti e alla zootecnica, che mantiene un numero considerevole di bovini, sebbene sia calato il numero di aziende. Samone possiede inoltre molte malghe, che tutt'oggi sono adibite alla pastorizia estiva, le malghe di Regaise, Cima e Presata, che oggi sono divenute dei bivacchi, in cui si può dormire la notte in caso di escursioni prolungate. In passato il paese di Samone è stato investito da fenomeno dell'emigrazione che ha trasformato molti paesani in commercianti ambulanti di ‘minute mercanzie, di carta e altro’ in Francia ed in Brasile a partire dal 1875.
Negli anni '50 e '60 era presente sul monte Cima una cava di quarzo che contribuiva all'economia del paese. La cava era stata aperta dalla ditta ‘Angeli’, che godeva di sovvenzioni provinciali e quando queste finirono anche la cava venne chiusa. Ancora oggi sono visibili alcune tracce sul monte Cima

### Sacre dimore
A Samone sono presenti due chiese: la chiesa di San Donato, risalente al XII secolo e la chiesa di San Giuseppe, costruita nei primi anni del 1900. La chiesa di San Donato è la più antica e si colloca alle porte del cimitero che si trova poco al di fuori del paese, venne costruita dal parroco Daniele Dalsasso e da altri paesani nel XII secolo. Questa chiesa venne tuttavia poi abbellita nel 1500, quando si costruì il rosone ligneo e gli affreschi della Santissima Trinità e dei Santi Antonio Abate e Rocco; sulla facciata esterna è presente un affresco di San Cristoforo risalente al 1355. La Chiesa parrocchiale invece risale al 1929 e contiene affreschi di Anton Sebastian Fasal, il quale dipinse la Via Crucis, l'Annunciazione, la Natività, la Presentazione di Gesù al tempio e la Fuga in Egitto. In paese è presente inoltre il capitello ai Trisotti, in onore di San Rocco e della Madonna della Concezione; questo capitello venne eretto nel 1885 come voto affinché terminasse l'epidemia di colera, che aveva provocato molte morti. In località Cristo d'Oro è presente il Monumento ai caduti di tutte le guerre, inaugurato il 2 agosto 1970.
Anche Samone venne colpito dalla Grande guerra, infatti sul Monte Cima si svolse il 26 maggio 1916 un'importante battaglia che è ricordata anche dalla prima pagina del Corriere della Sera.

### Cava di quarzo
Negli anni '50 era presente sul sito una cava di quarzo che diede lavoro a molti paesani e sono ancora evidenti gli scavi.

## Scurelle
Scurelle si trova a 375 m s.l.m., ai piedi del monte Cima, in una delle zone più pianeggianti della Valsugana e per questo è soprannominato ‘la Nizza della Valsugana’.

### Storia
I primi insediamenti risalgono al V sec. a.C. ed ebbe una relativa importanza quando era attraversato dalla Via Claudia Augusta Altinate. Scurelle è uno dei pochi paesi della Valsugana che redasse uno statuto già nel 1522, quando pochi erano i paesi, anche più grandi, ad averne uno. L'economia di Scurelle è basata sull'industria: erano infatti presenti opifici, lanifici ed una cartiera che è tutt'oggi in funzione.

### Malghe
Le montagne del paese di Scurelle si trovano in Val Campelle e sono disseminate di malghe, di cui le più importanti sono: Malga Val de Pra', Cenone di Sopra e di Sotto, Casarina, Conseria, Caldenave..

### Sacre dimore
Scurelle possiede tre chiese: la chiesa di Santa Maria Maddalena, che è la chiesa principale e la più antica del paese in quanto risale al 1312. Essa venne abbattuta e ricostruita tra il 1818 ed il 1827, sulla base del progetto neoclassico di Sebastiano de Boni, che era il progettista anche della chiesa dell'Immacolata di Strigno. La chiesa contiene alcuni dipinti interni del 1928 di Piero Casarini, il campanile gotico alpino venne abbattuto durante la prima guerra mondiale e poi ricostruito più alto nel 1925.
La chiesa di San Martino e San Valentino, si trova nei pressi dei ruderi dell'antico castello di Nerva e risale al XII secolo. Gli affreschi esterni rappresentano San Cristoforo, San Martino, Madonna in trono e una meridiana. All'interno è di particolare pregio l'altare ligneo scolpito da Cassiano Malchiorre Vinazer durante il ‘700.
La Cappella di San Gaetano eretta nel 1711 per conto del nobile Bonaventura Francesco Antonio Buffa. È di particolare interesse la statua novecentesca di San Gaetano da Thiene.

## Spera
Il paese di Spera, a 556 m s. l. m., si trova sullo sperone morenico alla base del monte cime ed è delimitato dal torrenti Maso e Chieppena. Vi abitano 571 abitanti detti ‘sperati'e lo stemma del paese è un'ancora bianca su sfondo azzurro, che richiama la virtù teologale della Speranza.

### Percorsi naturalistici
Le montagne di Spera offrono svariate occasioni per svolgere escursioni: esiste il percorso che partendo dalla struttura ricettiva di Primalunetta, a 1721 m s. l. m., si snoda per le montagne passando per, Primaluna, Valcava, Cristo de Ciopa', un'edicola votiva costruita nel 2005, per poi ricongiungersi attraverso il Dogo al luogo di partenza. Questo itinerario è percorribile in 3 ore ed offre una visione completa della Valsugana e dei monti circostanti. Un altro interessante percorso consiste nel ‘trodo dei salti’, che partendo dal ‘prà del sengio’, si inerpica per le montagne, passando per le cascate di Cogno, la Val Campelle, in cui è presente il rifugio Crùcolo e località Carlettini. Si passa poi per Malga Caserina ed infine al passo Cinque Croci, da cui si può ammirare Cima d'Asta e il Cauriol. Questi ed altri percorsi si immergono nelle montagne del Lagorai, una delle zone più incontaminate dall'uomo di tutta la regione.

### Strada del castsagno
Nei dintorni del paese di Spera sono presenti numerosi masi e casali, che spesso sono attorniati da ampi castagneti, che resero il paese famoso agli inizi del ‘900 quando le castagne di Spera erano apprezzate dall'Imperatore Francesco Giuseppe. Nel 2007 è iniziata la costruzione della Strada del Castagno, un percorso che si dirama per i vari comuni ella zona e consente all'escursionista di osservare numerose piante di castagno. A Spera si è sviluppata tuttavia recentemente la coltivazione delle pere spadone, delle mele e dei piccoli frutti, come mirtilli e lamponi.

### Sacre dimore
A Spera sono presenti due chiese: la chiesa parrocchiale di Santa Maria Assunta e la Chiesetta di Santa Apollonia di Alessandria. La chiesa di Santa Appollonia si trova nel cimitero di Spera, è stata costruita nel XIV secolo, ed originariamente era dedicata a Santa Croce. Venne ampliata nel 1603 e ristrutturata nel 1767. La chiesa presenta una pianta rettangolare ed un presbiterio annesso mentre la facciata è affrescata con immagini ricordanti il periodo in cui la chiesa era dedicata a Santa Croce. L'interno è formato da un'unica navata, sul cui pavimento sono presenti le lapidi dei sacerdoti di Spera. Il presbiterio è invece di dimensioni più piccole, è sovrastato da una volta a crociera e sulla parete di fondo è presente una piccola finestra ad oculo che illumina la chiesa. Il fianco settentrionale ospita la piccola sacrestia, mentre su quello meridionale è presente un ciclo di affreschi, riportati alla luce già nel 1966, che sono affiancabili a quelli della chiesa di San Valentino di Scurelle e di San Ippolito di Castello Tesino. Questi affreschi sono riconducibili ad un pittore trecentesco, il quale ha dipinto a Spera un Cristo nel sepolcro, Santa Caterina, una Madonna in Trono, San Lazzaro ed altri santi della tradizione medioevale. La chiesa dispone di tre altari lignei, il più importante è quello tardo-rinascimentale del presbiterio che raffigura Cristo in croce ed altri santi che lo circondano. Gli altri altari si collocano ai lati dell'arco santo da cui si accede al presbiterio. L'altare di sinistra risale al 1651 e contiene una pala raffigurate la Madonna con Bambino, Santa Apollonia di Alessandria e il committente don Simone Paterno in adorazione. A destra invece l'altare scolpito da Melchiore e Giovanni Zugne contenente la pala di Lorenzo Fiorentini, la quale venne dipinta nel 1679, raffigurante la Madonna col Bambino, San Rocco, Sant'Antonio di Padova, Giovanni Evangelista e fra Vittore e Corona; questa pala è oggi il simbolo del progetto dell'Ecomuseo Sacre Dimore. La chiesetta possiede anche un ciclo di dipinti raffiguranti la Via Crucis ed un antico confessionale ligneo, restaurato recentemente. Inizialmente la chiesa era una semplice cappella, ma divenne solo nel 1660 una chiesa curazia della Pieve di Strigno. Oggi è la chiesa del cimitero, ma rimane molto legata alla comunità.
La Chiesa di Santa Maria Assunta è la chiesa parrocchiale di Spera ed era originariamente intitolata alla Madonna delle Grazie. Venne eretta tra il 1711 ed il 1726 e si ergeva sopra una scala monumentale. Tra il 1898 ed il 1912 venne distrutta per costruire una chiesa più ampia, che tuttavia mantenne il campanile originario. La chiesa presenta una pianta centrale, su cui si distaccano due espansioni laterali contenente l'altare di Maria e quello di San Giuseppe ed un presbiterio terminante con un'abside finale, in stile neoclassico. La chiesa subì gravi danneggiamenti durante il corso della prima guerra mondiale e per questo nel 1921 venne radicalmente restaurata. Le volte furono ridipinte da Angelo Molinari, mentre le pareti e le vetrate da Anton Sebastian Fasal, uno dei più importanti pittori del Trentino in quell'epoca. Il pittore dipinge secondo lo stile della Secessione viennese ed il Liberty, attraverso l'affresco, il graffito e la pittura a secco. I dipinti principali sono l'Adorazione dei Magi sulla parete nord, la fuga in Egitto a sud ed il Sermone della Montagna sulla parete ad est. Il presbiterio presenta l'Annunciazione a Maria, i Santi Francesco ed Antonio e la crocifissione. Sono inoltre presenti la parabola del figliol prodigo ed il battesimo di Gesù.
In località Primalunetta è presente la chiesetta dedicata a San Bartolomeo apostolo e San Lorenzo martire. Venne costruita nel 1801 dalla famiglia Weiss di Strigno e venne benedetta nel 1802. La chiesetta venne decorata nel 1902 anche se poi le decorazioni andarono perse durante la prima guerra mondiale. La chiesa venne ricostruita nel 1925 dalla stessa popolazione di Spera.
Il giorno festivo principale del paese è il 9 febbraio, quando si svolge la sagra di Santa Apollonia di Alessandria, in cui molti abitanti aprono i loro ‘volti’ agli abitanti per festeggiare assieme.

### Testimonianze della Grande Guerra
Il paese di Spera venne pesantemente bombardato durante la prima guerra mondiale e questo è testimoniano dai consistenti danni subiti dalle abitazioni e dalla chiesa. Durante questo periodo gli abitanti di Spera furono costretti ad andare profughi in Italia o in Austria. A ricordo di questi tragici eventi è la bomba inesplosa collocata sulla facciata di un'abitazione che dà sulla piazza del paese. Un altro luogo in cui si combatté molto è il Croz Primalunetta, ricco di trincee e stollen, da cui si può arrivare a vedere anche il Pasubio. Recentemente è stato dato il via da una processo di valorizzazione di questi luoghi.

## Strigno
Il paese di Strigno, si trova a 506 m s.l.m., sulla sponda occidentale del torrente Chieppena. Il paese era famoso per il vino, che in passato era apprezzato anche alla Corte imperiale di Vienna, così come per le castagne, per l'industria serica, esistevano infatti 12 filande, per la fabbrica di merletti, per il laboratorio di oggetti religiosi, che erano esportati anche a Pompei ed a Gerusalemme. Oggi Strigno è importante per le ville come Palazzo Floriani, Villa Suster e palazzo de Castelrotto-Danieli.

### Ambulanti di Strigno
Anche Strigno, come molti altri paesi della Valsugana era fondata sul commercio ambulante, in quanto le terre erano possedute dai signorotti circostanti. Nel 1905 venne infatti fondata anche la società dei comuni della Valsugana e del Perginese, che agevolava il lavoro dei venditori ambulanti presenti nel territorio. Il paese era anche sede di una caserma, dedicata a Giuseppe Degol, ed era anche famoso a fine Ottocento come meta turistica per la borghesia austriaca.

### Sacre dimore
Il paese di Strigno ospita due chiese, una è la Chiesa pievana dell'Immacolata l'altra la Chiesa della Madonna di Loreto. La prima presenta una struttura neoclassica, con colonne binate che reggono la trabeazione ed il timpano adornato con festoni. La chiesa risale al 1420, originariamente aveva uno stile gotico ed attorno ad essa c'erano i cimiteri di Strigno, Villa Agnedo ed Ivano Fracena. Il campanile è alto 60m e risale al medioevo, come si può notare dagli evidenti archi romanici, e presenta una cupola chiaramente gotica risalente al XVI secolo. L'orologio venne montato nel 1776 e venne restaurato assieme alla chiesa nel 1921 in seguito ai bombardamenti subiti durante la prima guerra mondiale. L'interno presenta tre navate, di cui quella di sinistra contiene una pietà di Marchiori, mentre il presbiterio ospita i dipinti di Fasal.
La chiesa di Santa Maria di Loreto, venne costruita tra il 1636 ed il 1645 come voto affinché terminassero le epidemie che colpivano il paese. Ogni 5 anni, dal 1836, viene ancora portata la madonna in processione per le vie del paese, a ricordo di quel voto.
Nella frazione di Tomaselli esiste una piccola chiesetta dedicata a Santa Barbara e a Santa Agata, costruita dalla popolazione dopo la seconda guerra mondiale.

### Abitanti illustri
Strigno può vantare alcuni abitanti che ebbero un ruolo importante in Trentino o in Italia. Uno di questi è Albano Tomaselli, un pittore che nacque nella casa dei baroni de Ceschi, nel 1833. Quest'uomo, grazie ad un fortunato mecenatismo, riuscì a studiare all'Accademia delle Belle Arti di Venezia e poi a compiere un viaggio a Roma, a spese dell'accademia data la sua bravura. Egli morì durante il viaggio lo stesso anno, nel 1856, ed è tuttora sepolto nel Cimitero delle Porte Sante a Firenze. Questo pittore, come dissero i suoi maestri era sicuramente destinato ad avere successo.
Ottone Brentari (1852-1921), uno storico e giornalista che collaborò con il Corriere della Sera, e che scrisse la famosa Guida del trentino (1890-1902).
Davide (1756-1846) ed Isidoro Weiss, famosi incisori dell'epoca, che lavorarono anche alla corte imperiale di Vienna.
Guido Suster (1859-1930), storico e importante figura per gli abitanti di Strigno, in particolare per i profughi durante la prima guerra mondiale.

### Luoghi di cultura
Tra Strigno e la frazione di Tomaselli è presente la Strada del Sasso, la quale si suppone che sia parte della Via Claudia Augusta Altinate, costruita dall'imperatore Claudio. Non moto lontano sono presenti i ruderi di un castello, di cui restano le tracce sul Col dei Trenti e oggi noto come Castelrotto. Anche sul Col Penile, si possono identificare tracce di fortini e di mura romane. Nella frazione di Tomaselli è presente anche il “casèlo”, ovvero l'antico caseificio, attivo dal 1902 al 1992, che ora è adibito museo. Qui si possono vedere gli oggetti e le tecniche con cui si facevano i prodotti caseari.

### Malghe
Sulle montagne di Stringo sono presenti numerose malghe: Malga Primaluna di Sopra e di Sotto, Malga Ravetta di Sopra e di Sotto e Malga Tizzon.

## Villa Agnedo
Il paese di Villa Agnedo si trova a 356m s.l.m. appena sotto il Castel d'Ivano. Il paese è attraversato dal torrente Chieppena, che divide il paese di Villa ad ovest e di Agnedo ad est. Il torrente ebbe un ruolo importante per il paese, sia per il fatto che un tempo era il confine tra le due frazioni, sia a causa delle numerose alluvioni che si succedono ad intervalli regolari. Si hanno notizie di tali alluvioni sin dal 1564 e poi nel 1633, nel 1649, nel 1748, nel 1825, nel 1951, nel 1882, nel 1924 e l'ultima del 1966. Questa fu veramente disastrosa ed il paese è ancora segnato dalle tracce di questo terribile evento, che portò sul posto anche il Presidente della repubblica Saragat e il primo ministro Aldo Moro. Dopo queste alluvioni gli argini del fiume vennero allargati in modo che non si potesse verificare mai più una così terribile catastrofe. Il fiume Brenta ed il torrente Maso, erano già stati messi in sicurezza tra il 1884 ed il 1888 dal consorzio brentale di Saleto, formato perlopiù dagli abitanti del paese di Villa Agnedo.

### Economia del paese
L'economia del paese si fonda sull'agricoltura ed in particolare sulla coltivazione di mele, pere, uve, piccoli frutti, mais, frumento, segala e molti altri generi di prima necessità. Si produceva qui un vino apprezzato anche alla corte imperiale a Vienna: il ‘Valtinelo’. Anche l'allevamento ha ancora una forte importanza: si allevano in particolare bovini ed ovini, che in passato erano fondamentali per ogni famiglia del paese. Villa Agnedo è anche molto importante per le industrie presenti in quanto è uno dei paesi più industrializzati della Valsugana.

### Abitanti illustri
Villa Agnedo vide la presenza di uomini famosi anche a livello nazionale ed internazionale: don Giuseppe Grazioli, nato al Lavis nel 1808, che tuttavia visse in questo paese fino alla sua morte, egli si dedicò al miglioramento delle tecniche colturali in Trentino, dando una spinta all'agricoltura locale in modo che i paesi si specializzassero i vari tipi di frutticoltura per assicurare un reddito maggiore. Già prima della fondazione dell'Istituto di San Michele all'Adige, aveva caldeggiato l'apertura di una scuola di formazione agricola. Egli progettò i ‘cimiteri di don grazioli’, ovvero delle mura che servivano a preservare le coltivazioni dalle numerose alluvioni subite in paese. Egli è inoltre noto per i suoi numerosi viaggi che andavano dall'est Europa al Giappone, tuttavia negli ultimi anni della sua vita si stabilì della villa cinquecentesca denominata ‘Il Palazzo’, morì il 27 febbraio 1891. Egli lasciò nel suo testamento i suoi averi al Comune di Trento affinché li spendesse per la realizzazione dell'istituto agrario, che egli aveva sempre sognato. La sua casa rimase disabitata fino al 1908, quando venne acquistata dalla famiglia Franceschini, che diede i natali il 25 luglio 1906 ad Ezio Franceschini, un importante studioso ed intellettuale italiano. Egli frequentò il liceo classico di Rovereto e si laureò poi a Padova in Lettere nel 1928. La sua carriera lo vide subito impegnato in studi letterari, ed dal 1938 come docente di storia della letteratura latina medioevale all'Università Cattolica di Milano. Nel 1965, divenne rettore di questa università, fu tuttavia costretto ad abbandonarla nel 1968, a causa di problemi legati alla vecchiaia, morì il 21 marzo 1983 a Villa Agnedo, in cui è tuttora sepolto. Quest'uomo fu anche impegnato nella vita religiosa, appoggiando laicamente i “Missionari della regalità di Cristo”. A lui sono state dedicate numerose pubblicazioni come ‘Ezio Franceschini, Uomo e Dio’.
Ad entrambi questi importanti personaggi sono dedicate le vie principali del paese.

### Artisti abitati in paese
Agnedo è stato anche il luogo in cui il pittore Eugenio Prati, scelse di dipingere le sue opere migliori. Egli nacque a Caldonazzo nel 1842, da una famiglia di nobili discendenze, e sviluppò ben presto le sue abilità pittoriche che lo portarono a dipingere soggetti comuni dei paesi che lo circondavano, i quali erano spesso attorniati dalla calma serafica che è tipica del Trentino. Egli divenne famoso per le sue tele alle mostre di Venezia, di Berlino, di Nizza, di Roma, di Chicago ... il 26 maggio 1879 sposò Ersilia Vasselai di Agnedo, le cui rappresentazioni sono tra le sue opere meglio riuscite. Eugenio progettò anche il campanile della B.V. della Mercede. Egli morì l'8 marzo 1907 e molte delle sue opere sono contenute nella villa Prati-Floriani.
Il figlio Angelico Prati ebbe una fortunata carriera letteraria, egli nacque il 3 maggio 1883, frequentò il ginnasio a Trento e l'università di Friburgo, specializzandosi nella sua passione ovvero la toponomastica e la dialettologia. Negli anni '20 fondò una compagnia teatrale che metteva in scena le commedie dialettali di Goldoni. Nel 1925 si trasferì a Roma, dove lavorò come bibliotecario e curò il Vocabolario della lingua italiana, pubblicò anche il ‘Dizionario Valsuganotto’. Morì nel 1961 presso Velletri, nel viaggio di ritorno a Villa Agnedo in cui aveva deciso di soggiornare.
Un altro importante abitante di Villa Agnedo fu Carlo Scantamburlo, uno scultore che realizzò 10 statue in legno che sono raggruppate nel ciclo il “Folletto delle Streghe”. Queste statue rappresentano il ciclo delle vita umana. La strega è la statua centrale del ciclo in quanto è l'elemento che impersona il mistero e l'ambiguità, che spesso è tipica della vita dell'uomo. Queste statue sono custodite presso il municipio del paese.
Anche gli affreschi della sala consigliare sono di notevole interesse artistico.

### Sacre dimore
A Villa Agnedo sono presenti due chiese: la chiesa della Madonna della Mercede, ad Agnedo, e la chiesa di San Sebastiano e Fabiano, a Villa. Quest'ultima risale al 1526 e sorse prima di quella di Agnedo, inizialmente aveva una sola entrata verso occidente, un'unica finestra verso nord ed il presbiterio completamente affrescato, il cimitero si trovava attorno alla chiesa. Nel 1633 la chiesa subì l'alluvione dovuta alla vicinanza del fiume Chieppena e per questo venne ricostruita, nel 1847Venne poi ampliata e vennero aggiunti i dipinti di Bonazza, che raffigurò sulla pala dell'altare maggiore i santi Fabiano e Sebastiano. Questa pala andò tuttavia perduta durante l'alluvione del 1966. Nel 1968 venne ricostruita la chiesa e venne consacrato l'altare nel 1976.
Ad Agnedo il primo luogo di culto dedicato alla Madonna venne costruito poco dopo la chiesa di Villa. Solo nel 1847 venne però costruita l'odierna chiesa dagli stessi abitanti di Villa. La costruzione di una nuova chiesa suscitò rivalità tra le due frazioni al punto che si era pensato di non consacrarla. Il 24 settembre 1850 venne tuttavia consacrata alla Madonna della Mercede. Tra il 1893 ed il 1895 venne inoltre edificato il campanile in granito progettato da Eugenio Prati e nel 1927 il pittore Pino Casarini affrescò l'interno della chiesa. Questa subì inoltre alcuni restauri nella seconda meta del ‘900.

### Ville
Ad Agnedo sono presenti tre ville si interesse storico: Villa Prati, Villa Floria e Villa Franceschini.
Villa prati, si trova vicino alla chiesa di Agnedo, appartenente alla famiglia Vasselai, costruita nel 1687 ed acquista dai Prati. Oggi è un centro anziani con problemi socio-assistenziali.
Villa Floria, o Villa Rosa, si trova in località Mesole, venne costruita dalla famiglia Avanzo di Pieve Tesino nella prima metà dell'800. Passò poi in mano agli Zamboni, ai Floriani ed al baron Buffa. Oggi è di proprietà di Dal Sasso.
Villa Franceschini, costruita nel ‘500 si trova in centro a Villa, è stata costruita dalla famiglia Genetti e poi è passata a Don Grazioli, il quale costruì il muro che la circonda affinché il parco non fosse devastato dalle alluvioni. Oggi è di proprietà della famiglia Franceschini.
A Villa Agnedo si trovano due esposizioni artigianali: la Fucina Zanghellini ad Agnedo e la falegnameria Tomasi a Villa. La prima ospita un'esposizione che ripercorre i momenti principali della fusione del ferro e della costruzione degli utensili. La seconda è ancora in funzione e riserva un posto particolare alla ‘bindela’, l'antica sega, che è ancora perfettamente funzionante.

### Oasi faunistica
Ai piedi del Castel d'Ivano si trova l'Oasi faunistica, che ospita un numeroso gruppo di cervi e caprioli. Venne fondata dal professor Staudacher, che possedeva le terre ai piedi del castello e che ha voluto assieme al comune di Villa Agnedo un'Oasi Faunistica, che contiene anche la statua lignea di San Hubertus in un capitello ricavato da un tronco.